# Grundformen der Angst
Grundformen der Angst ist eine tiefenpsychologische Studie des Psychoanalytikers Fritz Riemann, die erstmals im Jahr 1961 unter dem Titel Grundformen der Angst und die Antinomien des Lebens erschien. In dem Werk werden vier verschiedene Typen der Persönlichkeit charakterisiert und ihre jeweiligen Ängste und Verhaltensweisen sowie deren Ursachen thematisiert. Riemann unterscheidet schizoide, depressive, zwanghafte und hysterische Strukturen der Persönlichkeit.
Das Buch, durchgehend im Ernst-Reinhardt-Verlag veröffentlicht, ist 2022 in 47. Auflage erschienen und wurde allein bis 2013 mehr als 967.000 Mal verkauft. Die zweite Hälfte des ursprünglichen Titels ist zwischenzeitlich verändert und schließlich ganz aufgegeben worden.

## Inhalt
Als Schüler Schultz-Henckes entwickelte Riemann in seiner Studie eine Persönlichkeitstypologie, mit der er seine Vorstellung von den verschiedenen Persönlichkeitsstrukturen der Menschen darlegte, wie sie viele Jahre später und in abgewandelter Form mit dem psychodynamischen Diagnoseinstrument der OPD von Rudolf und anderen systematisch erfasst werden sollten. Dabei widmete Riemann den vier idealtypisch beschriebenen Strukturen jeweils ein eigenes Kapitel. Jedes Kapitel ist untergliedert in fünf Unterkapitel, die sich ausführlich mit den Aspekten der Liebe, der Aggression, des lebensgeschichtlichen Hintergrundes, mit Beispielen für die jeweilige Erlebnisweise sowie ergänzenden Betrachtungen beschäftigen. Dafür griff Riemann auf theoretische Kenntnis und Erfahrungswissen zurück, das er in seiner Praxis als analytischer Psychotherapeut zusammentrug. Jeder Persönlichkeitstyp wird im Kontext beschrieben und in Kontrast zu den anderen Typen gesetzt.
Da Riemann in der Lage war, komplizierte Sachverhalte einfach und verständlich zu vermitteln, fand sein Buch Anklang unter interessierten Laien und trug auf diese Weise zu einer Verbreitung psychoanalytischer Erkenntnis, doch zugleich auch zu einer Entwidmung psychoanalytischer Fachsprache bei. Damit verbunden ist das Risiko von Missverständnissen, indem beispielsweise der Begriff schizoid fälschlich in die Nähe der Schizophrenie und der schizoiden Persönlichkeitsstörung gerückt oder gar als Synonym verwendet wird, obwohl Begriffe, die eine Persönlichkeitsstruktur näher bezeichnen, nichts mit Krankheitsbildern gemein haben. So sind auch depressive Persönlichkeiten nicht Träger von Symptomen einer depressiven Erkrankung.
In seiner Einleitung schickte Riemann einige allgemeine Bemerkungen über die menschliche Angst voraus:

„Angst gehört unvermeidlich zu unserem Leben. In immer neuen Abwandlungen begleitet sie uns von der Geburt bis zum Tode. […] Die Geschichte der Menschheit läßt immer neue Versuche erkennen, Angst zu bewältigen, zu vermindern, zu überwinden oder zu binden […] sie gehört zu unserer Existenz und ist eine Spiegelung unserer Abhängigkeiten und des Wissens um unsere Sterblichkeit. Wir können nur versuchen, Gegenkräfte gegen sie zu entwickeln: Mut, Vertrauen, Erkenntnis, Macht, Hoffnung, Demut, Glaube und Liebe. Diese können uns helfen, Angst anzunehmen, uns mit ihr auseinanderzusetzen, sie immer wieder neu zu besiegen. Methoden, welcher Art auch immer, die uns Angstfreiheit versprechen, sollten wir mit Skepsis betrachten; sie werden der Wirklichkeit menschlichen Seins nicht gerecht und erwecken illusorische Erwartungen.“

Darüber hinaus werden in der Einleitung die vier Grundformen der Angst in einer ersten Annäherung vorgestellt:
- Die Angst vor Hingabe, wie sie sich bevorzugt bei schizoiden Persönlichkeiten findet,
- die Angst vor Eigenständigkeit und Selbstbestimmung, wie sie bevorzugt bei depressiven Persönlichkeiten auftaucht,
- die Angst vor Veränderung und Vergänglichkeit, wie sie bevorzugt bei zwanghaften Persönlichkeiten anzutreffen ist und
- die Angst vor Endgültigkeit und Unabänderlichkeit, wie sie bevorzugt hysterische Persönlichkeiten umtreibt.

„Alle möglichen Ängste sind letztlich immer Varianten dieser vier Grundängste“, so Riemann. Die Komplexität des innerseelischen Geschehens deutet sich mit seinem Hinweis an, dass Menschen nicht nur meiden, wovor sie sich fürchten, sondern es zugleich auch erstreben. All das würde sich „paarweise ergänzen und widersprechen“. Mit schizoider Struktur werde aus Angst, sich selbst zu verlieren, der Kontakt zu den Mitmenschen vermieden; wer als ihrem Gegenspieler eine depressive Struktur entwickelt habe, verbleibe aus Angst vor Trennung und Einsamkeit in Abhängigkeiten. Mit zwanghafter Struktur und der darin begründeten Angst vor Wandel und Vergänglichkeit werde beharrlich am Gewohnten festgehalten und mit ihrem Gegenspieler einer hysterischer Struktur sei der Willkür Tür und Tor geöffnet, um „die Angst vor der Notwendigkeit und Endgültigkeit zu vermeiden“.
Schlussendlich werden die potentiell entwicklungsfördernden Aspekte der Angst betont und ihrer Vermeidung eine Absage erteilt, denn sie erhält die Angst aufrecht.

„Wo wir eine der großen Ängste erleben, stehen wir immer in einer der großen Forderungen des Lebens; im Annehmen der Angst und im Versuch, sie zu überwinden, wächst uns ein neues Können zu – jede Angstbewältigung ist ein Sieg, der uns stärker macht; jedes Ausweichen vor ihr ist eine Niederlage, die uns schwächt.“

Auch wenn Riemann sein Erfahrungswissen bevorzugt aus den Krankengeschichten seiner Patienten bezog, hat er mit diesem Buch keine Krankheitslehre vorgelegt und versah dementsprechend seine Mitteilungen zu den vier Typen mit Titeln, die auf Persönlichkeit und nicht auf Krankheit fokussieren.

### Schizoide Persönlichkeiten
Die Hauptangst eines Menschen mit einer schizoiden Persönlichkeitsstruktur sei, so Riemann, die Angst vor der Hingabe. Sie sei verknüpft mit dem Impuls zur „Selbstbewahrung und Ich-Abgrenzung“. Angst und Impuls würden „überwertig“, wenn das Schizoide sich in einer Weise entwickelt habe, dass es die Persönlichkeit beherrsche. Menschen mit einer solchen Struktur mieden Nähe und Bindung an andere Menschen, seien ichbezogen und strebten nach Individuation und größtmöglicher Unabhängigkeit bis hin zur Autarkie:

„Sein Streben wird vor allem dahin gehen, so unabhängig und autark wie möglich zu werden. Auf niemanden angewiesen zu sein, niemanden zu brauchen, niemandem verpflichtet zu sein, ist ihm entscheidend wichtig.“

Auf ihre Mitmenschen wirkten schizoide Persönlichkeiten „fern, kühl, distanziert, schwer ansprechbar, unpersönlich bis kalt“. Sie würden oft „seltsam, absonderlich, in ihren Reaktionen unverständlich oder befremdend“ erscheinen und selbst, wer sie lange kenne, werde immer aufs Neue überrascht. Ihr Verhalten habe Folgen, auch für sie selbst. Weil sie dem Kontakt mit anderen Menschen aus dem Weg gingen, lernten sie nicht, ihre Mitmenschen einzuschätzen, und deshalb blieben sie ihnen fremd. Zuneigung und Sympathie, in der Regel beziehungsstiftend, erlebten sie als bedrohlich und ihre Integrität gefährdend.
Liebe sei für schizoide Persönlichkeiten insofern besonders heikel, als sich hier ihre ganze „Unbeholfenheit und Unerfahrenheit in Gefühlsdingen“ offenbare. Sie gestalteten ihre Partnerschaften eher rational und kühl und seien auf Partner angewiesen, die das ertrügen oder selbst wünschten. Sexualität werde instrumentalisiert und weitgehend versachlicht. Häufig ließen sie sich „nur auf unverbindliche, leicht zu lösende, oder auf rein sexuelle Beziehungen“ ein.
Aggression spiele eine besondere Rolle. Angriffe, egal ob tatsächliche oder vermeintliche, würden stets als die „gesamte Existenz gefährdend“ erlebt. Schizoiden Persönlichkeiten stehe in der Regel keine sonst übliche Bandbreite aggressiver Reaktionen zur Verfügung. Stattdessen antworteten sie mit archaischer Wut, reagierten sofort und sorgten rücksichtslos für Entlastung des eigenen Befindens. Zugleich stelle Aggression für sie die fast einzige Möglichkeit dar, im Sinne eines aggredī (sich zubewegen auf) Kontakt zu anderen Menschen aufzunehmen.
Für die Entstehungsgeschichte seien konstitutionelle Faktoren anzunehmen, die der Herausbildung einer schizoiden Persönlichkeit mit ihren Strukturmerkmalen entgegenkämen. Sie würden in einer besonderen Sensibilität und Verwundbarkeit gesucht. Daneben habe sich gezeigt, dass diesen Menschen in der frühen Zeit ihrer Entwicklung während des ersten Lebensjahres nicht der Schutz – und hier besonders auch Reizschutz – gewährt worden sei, dessen sie bedurft hätten. Daneben habe es an Geborgenheit und liebevoller Begleitung gemangelt, so dass sie sich nicht hätten aufgehoben fühlen können.
Als Beispiel dient die Geschichte eines erwachsenen Musikers aus der Praxis des Autors. In den abschließenden Betrachtungen wird auf den großen „Unterschied des Reifegrades“ zwischen Verstand und Gefühl und zwischen Rationalität und Emotionalität hingewiesen, der für diese Persönlichkeiten charakteristisch sei. Daneben beschreibt Riemann, wie sich aus dieser Struktur Erkrankungen entwickeln könnten und welche Besonderheiten sie aufwiesen. Am Schluss werden die „positiven Seiten schizoider Menschen“ zusammengetragen, die sich beispielsweise in „souveräner Selbständigkeit und Unabhängigkeit, im Mut zu sich selbst, zur Autonomie des Individuums“, aber auch in einer „scharfe[n] Beobachtungsgabe“ und einem „kritisch-unbestechliche[n] Blick für Tatsachen“ zeigten. Diese Menschen prüften, ehe sie etwas übernähmen und verträten ihre Positionen unsentimental, „klar und kompromißlos“.

### Depressive Persönlichkeiten
Gegenspieler der schizoiden Struktur sind nach Riemann depressive Persönlichkeiten. Ihre Hauptangst ist, selbständig zu werden – Riemann nannte es unter anderem Ich-Werdung – und damit verbunden die Angst vor dem Verlust von Geborgenheit. Eigenständigkeit zu erwerben, setzt einen Entwicklungsschritt voraus, der mit Trennung verbunden ist, und diese Trennung vermeiden Menschen mit einer depressiven Persönlichkeitsstruktur. Der damit verknüpfte Impuls strebt danach, das eigene Ich aufzugeben und ganz im Anderen aufzugehen. Er wird gebraucht, um sich sicher fühlen zu können. Ein Mensch mit depressiver Struktur versucht, der Angst dadurch zu entkommen, dass er sich in Abhängigkeit begibt und auf Freiheit verzichtet, die er auch seinem Gegenüber nicht zugestehen kann.

„Bewußt ist ihm dabei höchstens die Verlustangst, die Angst vor der Individuation, die das eigentliche Problem ist, bleibt weitgehend unbewußt.“

Sich zu unterscheiden, anders zu denken und zu fühlen mobilisiert Angst, weil es als Entfernung und Entfremdung erlebt wird, sodass diese Menschen bemüht sind, alles sie Unterscheidende aufzugeben und sich anzupassen. Abhängigkeit gibt ihnen Sicherheit, jedoch um den Preis einer gesteigerten Verlustangst. Weil sie sich nicht nehmen können, was sie brauchen, entwickeln sie eine passive Erwartungshaltung und reagieren enttäuscht, wenn ihre Wünsche nicht erfüllt werden. Vorwürfe können sie nicht ertragen, und deshalb breiten sich zahlreiche altruistische Tugenden aus, von denen einige benannt werden: Bescheidenheit, Verzichtsbereitschaft, Friedfertigkeit, Selbstlosigkeit, Mitgefühl, Mitleid und vieles mehr. Weil sie sich für Andere aufreiben, geraten sie schnell in einen Zustand der Überforderung und Erschöpfung.
Die Liebe ist depressiven Persönlichkeiten „das Wichtigste im Leben“, und zugleich liegen hier ihre „größten Gefährdungen“. Für die mit einer Partnerschaft verbundenen Krisen haben sie keine Toleranzen und über die allfälligen Anlässe für partnerschaftliche Konflikte hinaus stehen sie immer wieder vor ihrer quälenden Verlustangst, wenn sich der Partner „aus der zu engen Umklammerung zu befreien versucht“. Sexualität ist ihnen weniger wichtig als Zuneigung und Zärtlichkeit.
Der Umgang mit Aggression stellt für depressive Persönlichkeiten ein ernsthaftes Problem dar. Sich behaupten und durchsetzen würde bedeuten, „den Ast abzusägen“, auf dem sie sitzen, so Riemann. Diese Menschen neigen dazu, aggressive Situationen umzudeuten und zu verharmlosen und eigene Impulse zu unterdrücken. Kränkungen und andere Verletzungen kompensieren sie mit einem Gefühl moralischer Überlegenheit, die zugleich eine „sublime Form der Aggression ist“, weil sie das Gegenüber in Schuldgefühlen gefangen hält.

„Wir können sagen, dass die unterdrückte Aggression […] eine ansteigende Linie erkennen läßt, die von der Überbesorgtheit, dem Ideologisieren von Bescheidenheit, Friedfertigkeit und Demut, über das lamentierende Jammern und die Dulderhaltung zur Wendung gegen sich selbst in Selbstvorwürfen, Selbstanklagen, Selbstbestrafungen bis zur Selbstzerstörung führt.“

Für den lebensgeschichtlichen Hintergrund werden als begünstigende Faktoren eine möglicherweise „gemüthaft-gefühlswarme Anlage“ und eine konstitutionell bedingte „große Einfühlungsgabe“ angenommen. Diese Menschen wären „von Natur […] wenig kämpferisch“ und hätten einen „Mangel an ‹dickem Fell›“. Für die biografischen Einflussgrößen werden „zwei charakteristische Fehlhaltungen“ der primären Bezugsperson erwähnt, die sich insbesondere in der Zeit zwischen dem Ende des ersten und im zweiten Lebensjahr entsprechend auswirken: „Verwöhnung und Versagung“. Verwöhnung mache Eigeninitiative überflüssig und fördere eine „Bequemlichkeitshaltung“. Als Motiv erweise sich die Unfähigkeit, das Kind loszulassen und seiner eigenen Wege gehen zu lassen. Schwieriger sei die Entwicklung für Kinder, die Versagung erlitten, womit „karge, wenig mütterlich-liebesfähige[…], oft harte[…] Frauen“ beschrieben werden, die das Kind einem Mangel an Geborgenheit aussetzen.
Beispielhaft wird auf stark gekürzte Geschichten einiger Patienten beiderlei Geschlechts zurückgegriffen. Zusammenfassend werden sie in den ergänzenden Betrachtungen als „Objekt[e] des Lebens“ beschrieben, die vermeiden, ihr Leben als Subjekt aktiv zu gestalten. Anderen Menschen werde, so Riemann, „Überwert“ zugewiesen, wodurch sie selbst an Wert verlören. Mit derart geschwächtem Selbstbewusstsein fühlten sie sich für alles verantwortlich, was in ihrer Umgebung geschieht. Werden sie krank, stehen sie in dem Risiko, nicht mehr zu gesunden, weil sie hoffen, durch die Erkrankung Fürsorge beanspruchen zu dürfen. In ihren Träumen würde sich das, was sie sich im Leben versagen, „in extremer Form“ und oft auf Andere projiziert, Bahn brechen. Die Partnerwahl richte sich nicht selten auf ihren Gegenspieler in der Hoffnung, von ihm lernen zu können, was sie selbst nicht zu leben wagen. Diese Menschen sind treu und dankbar. Zu ihren Tugenden gehören „Ausharren und Ertragenkönnen“. Sie „stellen ihr Licht eher unter den Scheffel“, so dass man sie „entdecken“ müsse um dann festzustellen, dass „Gemüthaftigkeit, Gefühlstiefe und Wärme […] zu ihren schönsten Eigenschaften“ gehören.

### Zwanghafte Persönlichkeiten
Die „Sehnsucht nach Dauer“ sei allen Menschen grundsätzlich eigen. Wenn auch nicht hinreichend, so wäre Verlässlichkeit doch notwendige Bedingung zur Entwicklung von Hoffnung und Vertrauen. Auf diesem Hintergrund beschrieb Riemann die dritte Grundform der Angst, die zwanghafte Persönlichkeiten insbesondere durch die Angst vor Vergänglichkeit und auf der „Impulsseite“ durch ein Streben nach Dauer und Sicherheit auszeichne – beides ggf. „überwertig“. Ein Mensch mit zwanghafter Struktur wolle unbedingt alles beim Alten belassen, vermeide jede Veränderung und bekämpfe sie, wenn möglich:

„Er wendet sich gegen Neuerungen, wo sie ihm begegnen, was aber immer mehr zu einer Sisyphusarbeit wird, denn das Leben ist immer im Fluß, alles ist in fortwährender Wandlung begriffen, «alles fließt» in immerwährendem Entstehen und Vergehen, das sich nicht aufhalten läßt.“

Hinter der Angst vor Vergänglichkeit stehe, so Riemann, „letztlich die Angst vor dem Tod“. Was Menschen mit dieser Struktur erzwingen wollen, käme „wie ein Bumerang“ zu ihnen zurück, so dass sich mit der Zeit ihr zwingen-wollen in ein gezwungen-werden verwandele. Sie verzweifeln daran, dass Lebendiges nicht vorausberechnet werden kann und sich das Leben ihrer Kontrolle entzieht. Diese Menschen hadern mit sich, den Anderen und dem Leben, zögern und können sich nicht entscheiden. Riemann bezeichnete sie als „Trockenkursler“ des Lebens. Werden sie krank, entwickeln sie Zwangssymptome, die die Funktion haben, Angst zu binden.
Die Liebe sei diesen Menschen „zutiefst beunruhigend“. Sie wollen ihre Gefühle unter Kontrolle behalten und fürchten sich vor Leidenschaft und Sexualität. Beziehungen werden nicht selten aus Vernunftsgründen eingegangen und sind tragfähig und belastbar. Weil sie ein ausgeprägtes Verantwortungsgefühl hätten, halten sie, wenn sie sich einmal entschieden haben, an ihren Entscheidungen fest. Allerdings falle es ihnen schwer, den Partner als gleichberechtigt anzuerkennen und können kaum ertragen, wenn er sich nicht ihrem Diktat beugt.
Mit ihrer Aggression gehen zwanghafte Persönlichkeiten vorsichtig um. Sie haben früh lernen müssen, ihre Affekte unter Kontrolle zu halten. Wenn ihnen das nicht gelingt, entwickeln sie Schuldgefühle und versuchen, zu widerrufen. Über den Verzicht, Affekte auszuleben, kann es ebenso zu einer Ideologiebildung kommen, wie sie, wenn sie aggressiv werden, „Aggressionen in den Dienst einer Ideologie“ zu stellen versuchen. Charakteristisch für die Aggression zwanghafter Persönlichkeiten sei ihre Verbindung zu ihrem Machtwillen. Als Äquivalent für Aggressives beschrieb Riemann Verhaltensweisen, die ihnen selbst nicht als aggressiv bewusst sind: „das Trödeln, die Umständlichkeit, die Unentschlossenheit“.
Für den lebensgeschichtlichen Hintergrund sprach Riemann zunächst mögliche, konstitutionell begünstigende Faktoren an. Sie können in motorisch-aggressiven und allgemein expansiven Anlagen angenommen werden, die zu Verhaltensweisen führe, mit denen das Kind häufig anecke. Daneben wäre auch im Gegenteil an eine erhöhte Anpassungsbereitschaft und Fügsamkeit zu denken. Entwicklungspsychologisch ist die Zeit etwa zwischen dem zweiten und vierten Lebensjahr bedeutsam, die vom Volksmund als Trotzphase bezeichnet wird. In dieser Zeit müssen Konflikte ausgehandelt werden, die zwischen dem Willen des Kindes und den gegenläufigen Forderungen seiner Umwelt entstehen.

„Bei den später zwanghaften Persönlichkeiten finden wir in ihrer Lebensgeschichte mit großer Regelmäßigkeit, daß in ihrer Kindheit altersmäßig zu früh und zu starr die lebendigen aggressiven, affektiven, die gestalten und verändern wollenden Impulse, ja oft jede Spontaneität, jede Äußerung gesunden Eigenwillens gedrosselt, gehemmt, bestraft oder unterdrückt wurden.“

Aber auch ein chaotisches familiäres Milieu, einschneidende Erlebnisse oder Schicksalsschläge, die nicht verarbeitet werden können, wirken sich ggf. strukturfördernd aus.
Nach Beispielen aus der psychoanalytischen Praxis befasste sich Riemann in seinen ergänzenden Betrachtungen zunächst mit der Abgrenzung zu Gewohnheiten, Zeremonien und Traditionen, denen auch gewissermaßen etwas Zwanghaftes anhafte. All das werde in der Regel aber nicht als quälend erlebt und könne, wenn gewünscht, verändert werden. Zwang dagegen lasse ein Verhalten zum Selbstzweck werden, das nur in bestimmter Form gezeigt werden kann, selbst wenn es sinnlos sei. Starres und unbeirrtes Festhalten an Regeln und Prinzipien beraube ursprünglich Ordnungschaffendes seiner Sinnhaftigkeit. Zwanghafte Persönlichkeiten scheuen das Risiko, sind pünktlich, sparsam und pflichttreu. Verlässlichkeit, Konsequenz und Verantwortungsbewusstsein gehören zu ihren Tugenden. Sie geben Halt und Orientierung, vertreten Werte und bewahren Traditionen.

### Hysterische Persönlichkeiten
Gegenspieler der zwanghaften sind hysterische Persönlichkeiten. Sie erfreuen sich, wie Riemann es nannte, an dem „Zauber des Neuen“, suchen das Risiko, streben nach Freiheit und Veränderung und haben besondere Freude daran, Unbekanntes zu entdecken. Wird dieses Streben überwertig, stellen sich Angst vor Endgültigkeit und Unausweichlichkeit, vor Notwendigkeiten und Begrenztheit ein. Charakteristisch für diese Persönlichkeiten ist ein „kurzer Spannungsbogen“.

„Jeder Impuls, jeder Wunsch muss möglichst sofort befriedigt werden, weil Warten unerträglich ist. Darin liegt ihre große Verführbarkeit – sie können Versuchungen schwer widerstehen.“

Mit einer „erstaunliche[n] Naivität“ würden diese Menschen an Patentlösungen und gern auch Wunder glauben, weil sie helfen, einer Wirklichkeit zu entkommen, die Grenzen setzt und die Freiheit einschränken kann. Über die Konsequenzen eigenen Tuns mögen sie sich keine Klarheit verschaffen und neigen dazu, sich ihnen ideenreich zu entziehen. Pünktlichkeit und planvolles Handeln halten sie für kleinlich, Verantwortungsübernahme für verzichtbar und den unverkennbar die eigene Endlichkeit anzeigenden Alterungsprozess versuchen sie durch jugendtümliches Verhalten und entsprechende Kleidung zu verleugnen. In ihrer Angst versuchen diese Menschen möglichst alles in der Schwebe zu halten und für relativ zu erklären. Und weil sie dem Augenblick den Vorzug vor Kontinuität geben, spielen sie Rollen und laufen Gefahr, eines Tages nicht mehr zu wissen, „wer sie selbst sind“.
In der Liebe seien hysterische Persönlichkeiten nach Riemann leidenschaftlich und fordernd, stets auf grenzüberschreitende Erfahrungen bedacht, aber wenn sie allein sind, langweilen sie sich schnell. Als Partner sind sie phantasievoll und verspielt, doch selten treu. In ihren Beziehungen könne der hysterische Mensch sein Gegenüber nicht als eigenständig anerkennen, sondern versteht ihn als „Spiegel, in dem er sich als liebenswert gespiegelt sehen will“. Es finde sich eine Neigung zur narzisstischen Partnerwahl, weil im Partner gesucht wird, was im Selbst nach Bestätigung verlangt.
Aggression stehe bei hysterischen Persönlichkeiten im „Dienst des Geltungsstrebens“. Diese Menschen rivalisieren und konkurrieren gern. Sie wollen andere Menschen beeindrucken und übertreiben dabei nicht selten. Weil Selbstkritik und Selbstkontrolle nicht zu ihren Stärken gehören, sind sie auch in ihrem aggressiven Verhalten recht impulsiv und ungesteuert. In Auseinandersetzungen überrumpeln sie gern und würden, so Riemann, nach dem Motto Angriff ist die beste Verteidigung handeln. Wegen ihres leicht störbaren Selbstwertgefühls sind sie schnell kränkbar und reagieren auf subjektiv erlebte Kränkungen recht heftig, auch mit Vorwürfen, die mit der Sache nichts zu tun haben.
Für die Entstehungsgeschichte warf Riemann, wie auch für die anderen Persönlichkeitsstrukturen zunächst einen Blick auf Faktoren, die als anlagebedingt angenommen werden können. Er ging davon aus, eine verstärkte emotionale Ansprechbarkeit und ein erhöhtes Geltungsbedürfnis könnten ebenso angeboren sein wie ein besonders ausgeprägter Wunsch, sich mitzuteilen. Auch könnten Eigenschaften beteiligt sein, die in der Regel auf Sympathie stoßen. Ansonsten wird auf Erkenntnisse der Psychoanalyse verwiesen, nach denen insbesondere die Zeit zwischen etwa dem vierten und sechsten Lebensjahr und die währenddessen gesammelten Erfahrungen Einfluss auf den Umfang hysterischer Strukturelemente in der Persönlichkeit nehmen. Mehr als in den davor liegenden Zeiten der Entwicklung spielen hier Vorbilder aus der Welt der Erwachsenen eine zentrale Rolle. Die Frage, wie sie mit den Eigenarten des Kindes und seinem Stolz, aber auch der inzwischen gereiften kindlichen Kritik umgehen, beeinflusst die Möglichkeiten des Kindes, sie als Vorbilder anzunehmen und von ihnen zu lernen, oder sie zurückzuweisen. In dem Maß, in dem das Kind in dieser Zeit, in der „das Bedürfnis nach Führung und Vorbildern am stärksten ist“, mit diesen Wünschen im Stich gelassen wird, entwickelt sich eine mehr oder minder stark ausgeprägte hysterische Persönlichkeitsstruktur oder es wird gar die Grundlage für eine spätere hysterische Erkrankung geschaffen. Eines der Risiken dieser Menschen besteht darin, sich einerseits aus der Identifikation mit ihren Vorbildern oder andererseits aus der Rebellion gegen sie nicht lösen zu können und darin gleichsam stecken zu bleiben. Das hindert sie an der Entwicklung einer eigenständigen, unabhängigen Identität, ggf. auch ihrer Geschlechtsrolle.
Die Fallbeispiele aus seiner psychoanalytischen Praxis gaben Riemann Gelegenheit, die Elemente eines begünstigenden familiären Milieus zusammenzufassen, in denen Widersprüche und ein Mangel an haltgebender Orientierung eine ebenso bedeutungsvolle Rolle spielen wie das Wecken von Erwartungen, die nicht halten, was sie versprechen. Seine ergänzenden Betrachtungen focussieren auf den Mangel an Authentizität dieser Menschen und ihren problematischen, weil verleugnenden Umgang mit der Realität, so dass sie auch leicht „politisch oder ideologisch ausgenutzt werden“ können.

## Zusammenfassung
Fritz Riemann legte im Jahr 1961 mit diesem, 2017 in 42. Auflage erschienenen Buch ein auch Laien verständliches Werk psychoanalytischer Entwicklungslehre vor, das in frühen Auflagen zunächst den Titel Grundformen der Angst und die Antinomien des Lebens trug. Dabei ging er der Frage nach, wie sich die Persönlichkeit des Menschen entwickelt und in ihren verschiedenen Facetten jenseits eines Krankheitsprozesses zeigt. Zwar sparte er Bemerkungen über eine krankhafte Entwicklung nicht aus, sie waren aber nicht Kern seines Buches.

„Hinter den vier Grundformen der Angst stehen allgemein-menschliche Probleme, mit denen wir alle uns auseinandersetzen müssen. Jedem von uns begegnet die Angst vor der Hingabe in einer ihrer verschiedenen Formen, die als Gemeinsames das Gefühl der Bedrohtheit unserer Existenz, unseres persönlichen Lebensraumes, oder der Integrität unserer Persönlichkeit haben. Denn jedes vertrauende sich Öffnen, jede Zuneigung und Liebe, kann uns gefährden, weil wir dann ungeschützter und verwundbarer sind, etwas von uns selbst aufgeben müssen, uns einem anderen ein Stück ausliefern. Daher ist alle Angst vor der Hingabe verbunden mit der Angst vor einem möglichen Ich-Verlust.
Jedem begegnet auch die Angst vor der Ich-Werdung, vor der Individuation, die den verschiedenen Formen ihres Auftretens als Gemeinsames die Angst vor der Einsamkeit hat. Denn jede Individuation bedeutet ein sich Herausheben aus bergenden Gemeinsamkeiten. Je mehr wir wir selbst werden, umso einsamer werden wir, weil wir dann immer mehr die Isoliertheit des Individuums erfahren.
Jedem begegnet auch die Angst vor der Vergänglichkeit auf seine Weise; unvermeidlich erleben wir immer wieder, daß etwas zu Ende geht, aufhört, plötzlich nicht mehr da ist. Je fester wir etwas halten, beibehalten wollen, umso mehr erliegen wir dieser Angst, deren verschiedene Formen als Gemeinsames die Angst vor der Wandlung erkennen lassen.
Und jeder begegnet schließlich auch der Angst vor der Notwendigkeit, vor der Härte und Strenge des Endgültigen, bei deren verschiedenen Ausformungen das Gemeinsame die Angst vor dem unausweichlichen Festgelegtwerden ist. Je mehr wir eine unverbindliche Freiheit und Willkür anstreben, desto mehr müssen wir die Konsequenz und die Grenzen der Realität fürchten.“

Da Menschen in der Regel schon von Geburt an verschieden sind und in ihrer Entwicklung vielfältige und keine einförmigen frühkindlichen Erfahrungen machen und darüber hinaus wandelbar sind, stellen die von Riemann beschriebenen Persönlichkeiten Idealtypen dar. Die meisten Menschen würden in unterschiedlichem Ausmaß all diese Strukturelemente auf sich vereinigen, mit je individuellem Schwerpunkt. Mitunter jedoch seien sie aufgrund besonderer Lebensumstände so festgelegt, dass sie von den anderen Strukturelementen nicht profitieren könnten. Doch auch späte Schritte der Entwicklung seien möglich. Dabei würden Vertrauen, Hoffnung, Einsicht und Mut helfen.

## Riemann-Thomann-Modell
Mit Grundformen der Angst schuf Riemann die Grundlage für das Riemann-Thomann-Modell. Es wurde von Christoph Thomann entwickelt und baut auf Riemanns Werk auf. Thomann beschreibt mit seinem Modell die Ausprägungen der Persönlichkeitstypen im „normalen und nicht-pathologischen“ Bereich. Das Riemann-Thomann-Modell kategorisiert in vier Persönlichkeitstypen (Nähe, Distanz, Dauer, Wechsel) und ist auf die alltägliche Anwendung ausgelegt.

## Buchausgaben
- Fritz Riemann: Grundformen der Angst und die Antinomien des Lebens. Eine tiefenpsychologische Studie über die Ängste des Menschen und ihre Überwindung. 7. Auflage. Ernst Reinhardt, München, Basel 1972 (Erstausgabe:  1961).
- Fritz Riemann: Grundformen der Angst. Eine tiefenpsychologische Studie. 10. überarbeitete und erweiterte Auflage (52.–63. Tausend). Ernst Reinhardt, München, Basel 1975, ISBN 3-497-00749-8.
- Fritz Riemann: Grundformen der Angst. 47. Auflage. Ernst Reinhardt, München 2022, ISBN 978-3-497-02422-3.
- Fritz Riemann: Formele fundamentale ale angoasei. Studiu de psihologie abisală. Editura Trei, Bucureşti 2013, ISBN 978-973-707-815-5 (rumänisch).
- Fritz Riemann: Grundformen der Angst. Eine tiefenpsychologische Studie. Mit einer Kurzbiografie von Ruth Riemann. 44. (Jubiläums-) Auflage. Ernst Reinhardt, München 2019, ISBN 978-3-497-01749-2.